# Musca pullata
Musca pullata är en tvåvingeart som först beskrevs av Müller 1764.  Musca pullata ingår i släktet Musca, ordningen tvåvingar, klassen egentliga insekter, fylumet leddjur och riket djur.
Artens utbredningsområde är Danmark. Inga underarter finns listade i Catalogue of Life.